# Casével e Vaqueiros
Casével e Vaqueiros (oficialmente: União das Freguesias de Casével e Vaqueiros) é uma freguesia portuguesa do município de Santarém, com 36,78 km² de área e 1037 habitantes (censo de 2021). A sua densidade populacional é 28,2 hab./km².

## História
Foi criada aquando da reorganização administrativa de 2012/2013,  resultando da agregação das antigas freguesias de Casével e Vaqueiros.

## Demografia
A população registada nos censos foi:
| Distribuição da População por Grupos Etários | Distribuição da População por Grupos Etários | Distribuição da População por Grupos Etários | Distribuição da População por Grupos Etários | Distribuição da População por Grupos Etários | Distribuição da População por Grupos Etários |
| -------------------------------------------- | -------------------------------------------- | -------------------------------------------- | -------------------------------------------- | -------------------------------------------- | -------------------------------------------- |
| Antes da agregação                           |                                              |                                              |                                              |                                              |                                              |
| Ano                                          | 0-14 anos                                    | 15-24 anos                                   | 25-64 anos                                   | >= 65 anos                                   | Total                                        |
| 2001                                         | 150                                          | 181                                          | 621                                          | 399                                          | 1351                                         |
| 2011                                         | 118                                          | 113                                          | 591                                          | 327                                          | 1149                                         |
| Após a agregação                             |                                              |                                              |                                              |                                              |                                              |
| Ano                                          | 0-14 anos                                    | 15-24 anos                                   | 25-64 anos                                   | >= 65 anos                                   | Total                                        |
| 2021                                         | 116                                          | 73                                           | 509                                          | 339                                          | 1037                                         |